# Dieter Riedel
Dieter Riedel (* 16. září 1947, Gröditz) je bývalý východoněmecký fotbalista, útočník, reprezentant Východního Německa (NDR).

## Fotbalová kariéra
Ve východoněmecké oberlize hrál za Dynamo Drážďany, nastoupil ve 211 ligových utkáních a dal 49 gólů. V letech 1971, 1973, 1976, 1977 a 1978 získal s Dynamem Drážďany mistrovský titul a v letech 1971 a 1977 východoněmecký fotbalový pohár. V Poháru mistrů evropských zemí nastoupil v 19 utkáních a dal 4 góly a v Poháru vítězů pohárů nastoupil ve 27 utkáních a dal 4 góly. Za reprezentaci Východního Německa (NDR) nastoupil v letech 1974–1978 ve 4 utkáních. V roce 1976 byl členem vítězného týmu za LOH 1976 v Montréalu, nastoupil v utkání proti Brazílii.

## Ligová bilance
| Ročník           | Zápasy | Góly | Klub            |
| ---------------- | ------ | ---- | --------------- |
| I. liga 1967/68  | 13     | 0    | Dynamo Drážďany |
| II. liga 1968/69 | 13     | 0    | Dynamo Drážďany |
| I. liga 1969/70  | 15     | 3    | Dynamo Drážďany |
| I. liga 1970/71  | 19     | 6    | Dynamo Drážďany |
| I. liga 1971/72  | 10     | 2    | Dynamo Drážďany |
| I. liga 1972/73  | 22     | 4    | Dynamo Drážďany |
| I. liga 1973/74  | 19     | 3    | Dynamo Drážďany |
| I. liga 1974/75  | 19     | 5    | Dynamo Drážďany |
| I. liga 1975/76  | 26     | 7    | Dynamo Drážďany |
| I. liga 1976/77  | 18     | 3    | Dynamo Drážďany |
| I. liga 1977/78  | 18     | 6    | Dynamo Drážďany |
| I. liga 1978/79  | 22     | 9    | Dynamo Drážďany |
| I. liga 1979/80  | 9      | 1    | Dynamo Drážďany |
| I. liga 1980/81  | 1      | 0    | Dynamo Drážďany |
| CELKEM I. liga   | 211    | 49   |                 |